# Ghriss
Ghriss (în arabă غريس) este o comună din provincia Mascara, Algeria.
Populația comunei este de 28.823 de locuitori (2008).